# 新井敏弘
新井 敏弘（、1966年12月25日 - ）は、日本のラリードライバー。群馬県出身。AB型。群馬大学工学部（現・理工学部）卒業。ニックネームは「トシ」。
スバル・インプレッサWRX STiを長らくドライブし、全日本ラリー選手権 (JRC) や世界ラリー選手権 (WRC) などで活躍する、日本を代表するラリーストの一人。2005年、2007年のプロダクションカー世界ラリー選手権 (PWRC)シリーズチャンピオン。これは日本人初となるFIA世界選手権チャンピオンであった。
ラリー参戦、車両・パーツ開発、プロモーション活動などを国内外で行うアライモータースポーツ株式会社の代表も務める。
長男の新井大輝（ひろき）も現在アライモータースポーツで活動しており、親子二代のラリーストである。
「プライベートでは4WD以外に乗りたい」と語り、ポルシェ・911（977型・GT3）やトヨタ・MR-Sなどを所有する。

## 経歴

### 国内での活躍
学生時代からラリーをはじめ、1990年のBC地区選手権で年間総合優勝している。
1991年、AE101トヨタ・カローラセダンで全日本ラリー選手権初優勝を飾る。1992年にキャロッセから全日本ラリーに本格参戦し、いすゞ・ジェミニで全日本ラリー選手権Bクラスチャンピオンを獲得。
1993年からはインプレッサでCクラスに参戦開始し、1996年にCクラス初優勝を飾る。1997年、キャロッセに移籍し、全日本ラリー選手権Cクラスチャンピオンを獲得。また同年、チームいすゞよりパリダカールラリーにも参戦し、総合32位で完走。

### 世界挑戦とPCWRC制覇

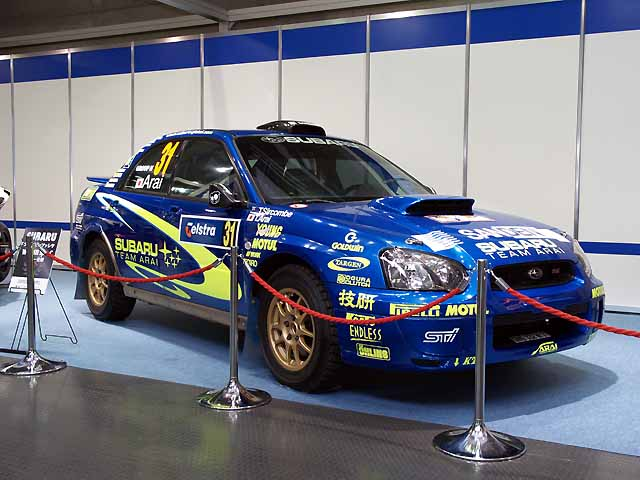
新井敏弘のインプレッサ（2005年バージョン）

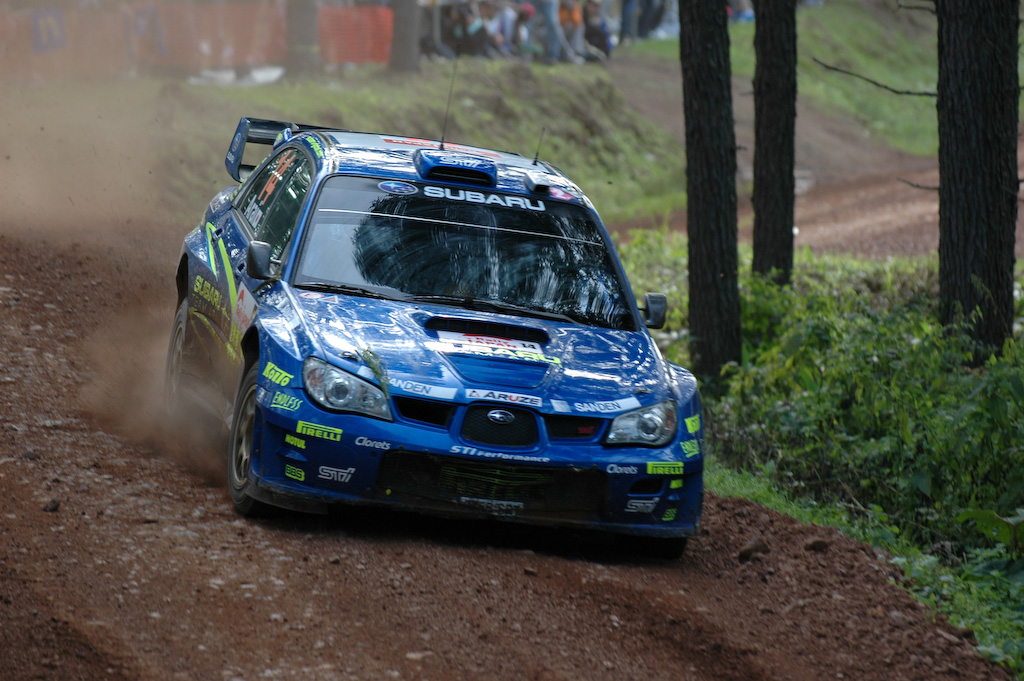
2006年WRCラリージャパン

1997年からはWRCに活躍の場を移す。2000年、ヨーロッパラリー選手権 (ERC)「ツール・ド・ルクセンブルク」で優勝。ERCで日本人が優勝したのは初めて。WRCにも7戦出場し、FIAチームズカップを手に入れた。
2001年、スバルとワークス契約を交わし10戦に出場。キプロスでは自己最高位の4位入賞。2002年、プロダクションカー世界ラリー選手権 (PCWRC) に本格参戦。スバルからはアクロポリス、ドイツの2戦に出場した。
2003年のPCWRCでは6戦に出場し3勝を挙げるも、ランキング2位に終わる。2004年のPCWRCでは最終戦オーストラリアの優勝のみだったが、2年連続でランキング2位となった。
2005年11月、オーストラリアにて優勝を飾り、日本人としては初となるPCWRCのチャンピオンを獲得。同時に、国際自動車連盟 (FIA) が公認する世界選手権クラスの自動車競技では、日本人初のワールドチャンピオンということにもなった。
2006年は連覇を狙ったPCWRCで総合6位に終わった。ターマックでのスキルアップを狙い、スーパー耐久に「TOSHI ARAI」の名で数戦参戦。また、ラリージャパンにはWRカーのインプレッサWRC2006で参戦した。
2007年は2度目のPCWRCの年間総合優勝を果した。
2008年は新型インプレッサで引き続きPCWRCに参戦し、開幕戦スウェーデンでは総合6位に入るも、その後はトラブルが続き4戦連続リタイアとなった。ラリージャパンでは総合3位に入賞したが、年間では総合10位に終わった。
2009年もPCWRCに参戦。アルゼンチンでは総合3位、ラリーGBでは総合2位に入るも年間では総合5位に終わった。2010年も引き続きPCWRCに参戦。メキシコは総合2位、フランスでは総合3位に入った。この年も年間は前年と同じく総合5位に終わった。

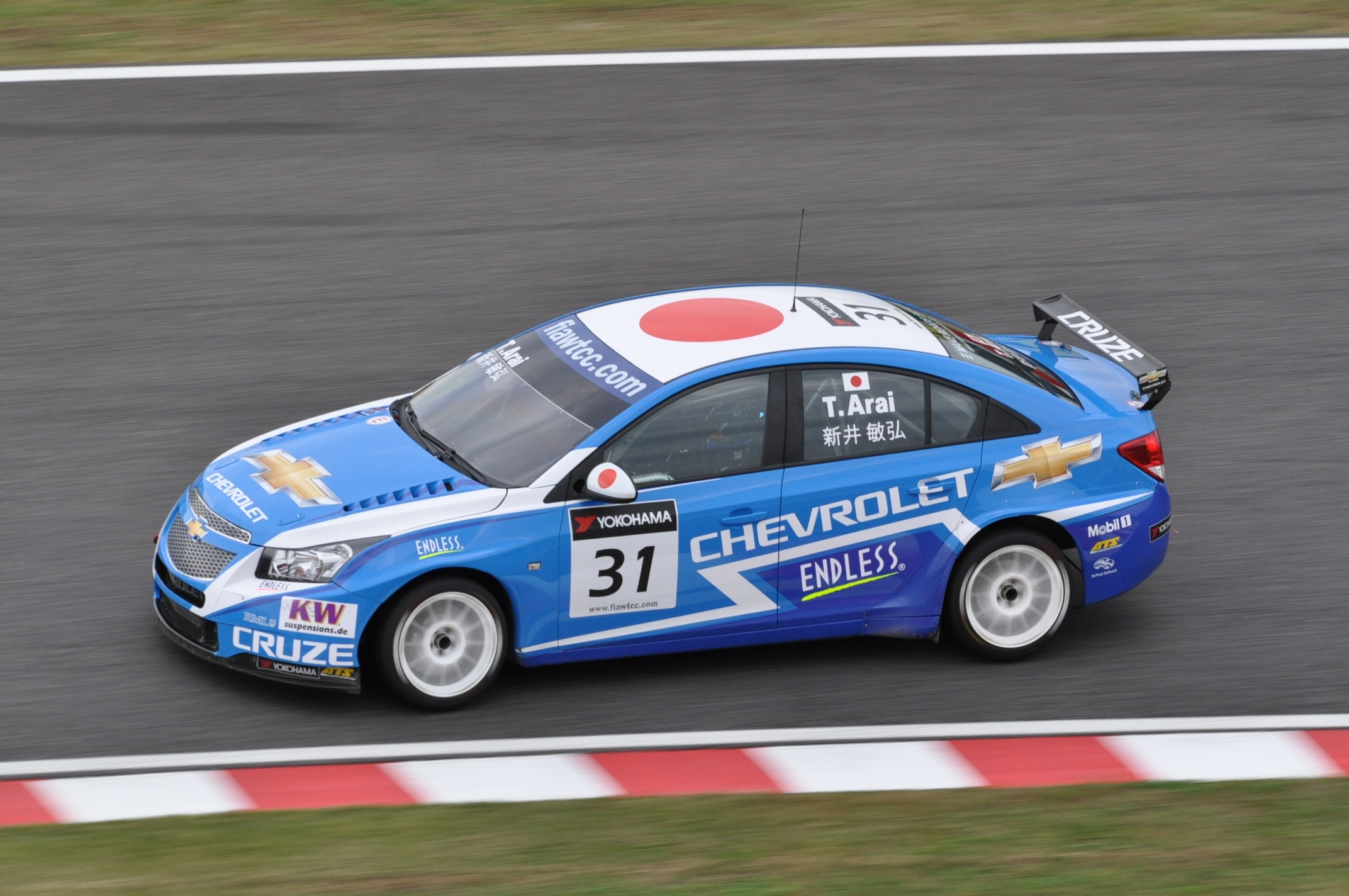
2011年 WTCC Race Of Japan

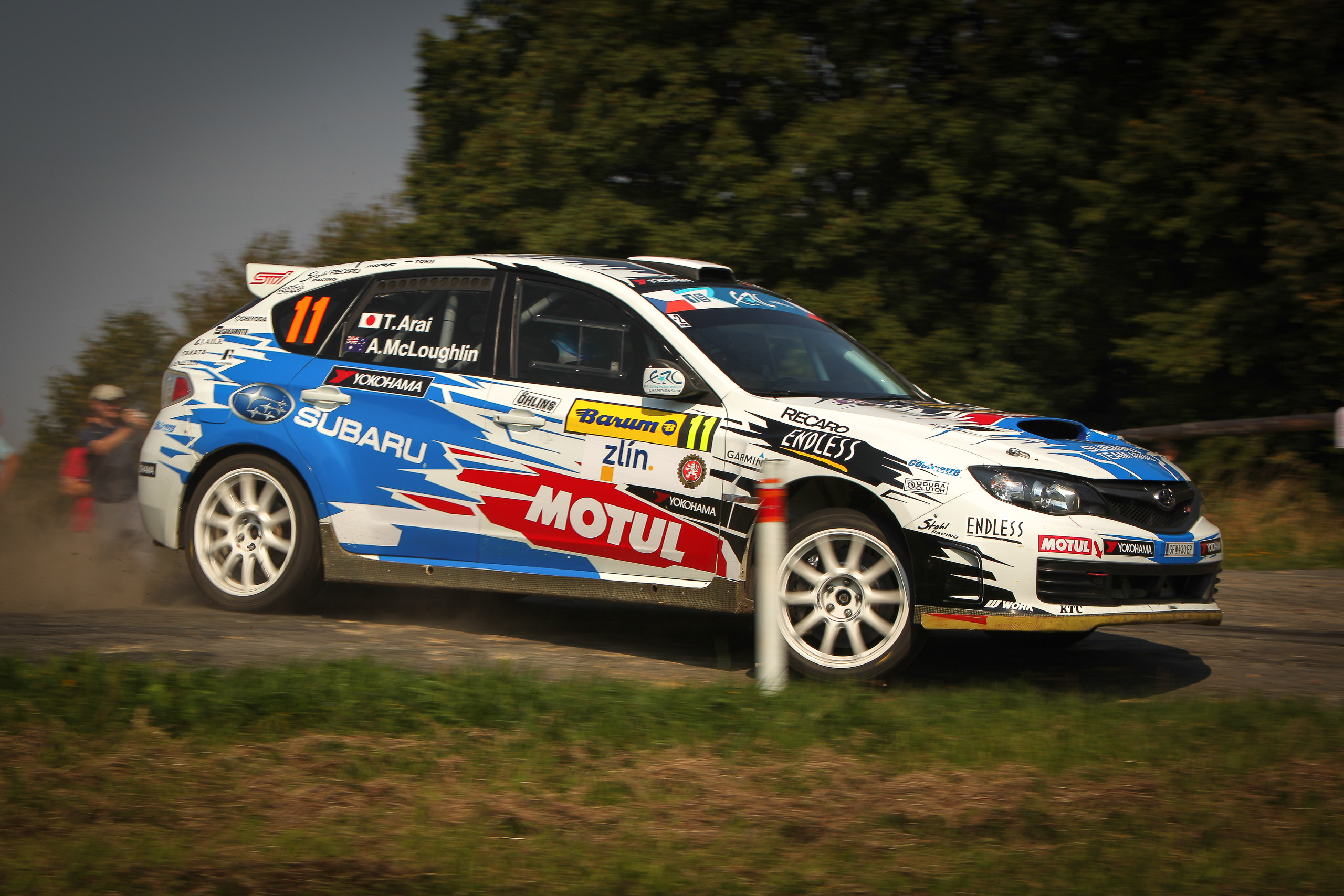
2013年ERCチェコ・ラリー

2011年にはグループR4のWRX STI R4でインターコンチネンタル・ラリー・チャレンジ (IRC) に参戦。序盤は苦戦を強いられるも、終盤のスコットランド、キプロスとプロダクションカップ優勝を果たし、初年度にも関わらずプロダクションカップのチャンピオンに輝いた。また同年10月には鈴鹿サーキットで行われた世界ツーリングカー選手権 (WTCC) 日本ラウンドにスポット参戦するなど、サーキットレースへの参戦も増加している。
2012年も引き続きIRCに参戦。プロダクションカップ2連覇を狙うもランキング2位に終わった。しかし最終戦キプロスではS2000勢に割って入り総合3位入賞を果たした。2013年はIRCを統合したヨーロッパラリー選手権 (ERC) に参戦。

### 国内復帰

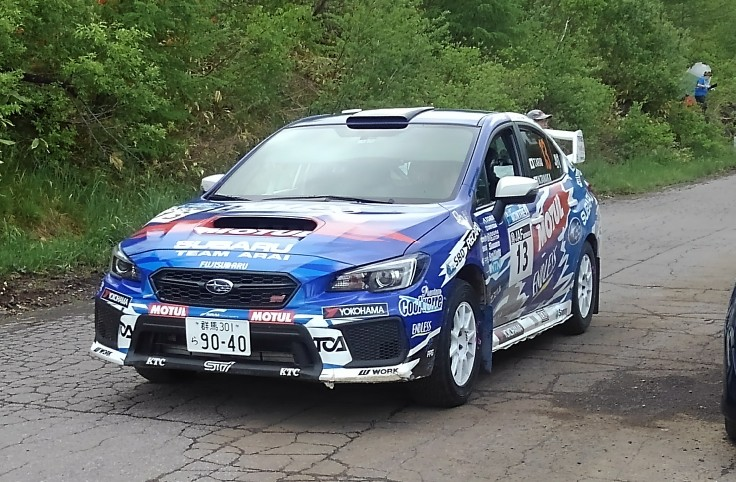
2019年ラリーモントレー

2014年に日本に復帰し、アライモータースポーツよりJRC（全日本ラリー選手権）のJN-1(2018年までJN-6と呼ばれたが、クラス変更及び参戦車種規定変更によりJN-1となる）クラスに参戦している。ナビは2014年のみ竹下紀子で、2015年から2022年現在まで田中直哉が務める。
2015年はVAB型WRX STIを投入し、1997年以来18年ぶり、自身2度目のJRC総合チャンピオンに輝いた。
また2018・2019年にもVAB型WRX STIにて3・4度目のJRC総合チャンピオンとなった。
2022年のラリージャパンには国際格式でエントリーするため、シトロエン・C3 ラリー2をマシンに選択。SUBARU以外でのラリー参戦は1992年全日本のいすゞ・ジェミニ以来となる。しかしSS1（鞍ヶ池）のスタート500m地点で、コースを塞ぎ赤旗終了となるクラッシュを喫し、デイリタイアとなった。この時最大16Gもの衝撃を受けたとされ、複数箇所の骨折を負う重症であったが、ナビ共々命に別状はなかった。
2023年はSUBARUのワークスチームとして新JP4規定で改造されたWRX S4で参戦するはずだったが、開発中の事故によりSUBARUとしての活動が休止となり、チーム・アライによるプライベーター体制での参戦となった。全日本ラリーでは年間ランキング5位だった。ラリージャパンでは国内格式で参戦し、2日目まで首位に立つが、3日目で電気系トラブルによりデイリタイア、再出走後もメカニカルトラブルによりリタイアした。

## 出演
- Car Evolution（MONDO21）